# Songline
Die Songlines bzw. Traumpfade (dreaming track) der Aborigines ergeben eine unsichtbare, mythische Landkarte Australiens, die per Gesang von Generation zu Generation weitergetragen wird und die Grundlage der Wanderungen (Walkabouts) der australischen Urbevölkerung sind. Manche Songlines verlaufen durch von den Aborigines verehrte Orte mit von ihnen angebrachten Felszeichnungen wie zum Beispiel im Wollemi-Nationalpark. Diese Landkarte wird von der Zivilisation durch Baumaßnahmen verändert, sodass die kulturellen Wurzeln der Urbevölkerung zerstört werden und verloren gehen.
Literarisch und filmisch verarbeitet wurden die Songlines unter anderem im Roman Traumpfade (1987) von Bruce Chatwin (1940–1989), sodann unter der Regie von neun Regisseuren aus sechs Ländern in dem 49-minütigen Film Songlines (1989), basierend auf der Musik von Alphaville, und auch in Urs Widmers Erzählung Liebesbrief für Mary (1993) sowie in dem Roman Traumreisende (1998) von Marlo Morgan.